# Johann Friedrich Vollmar

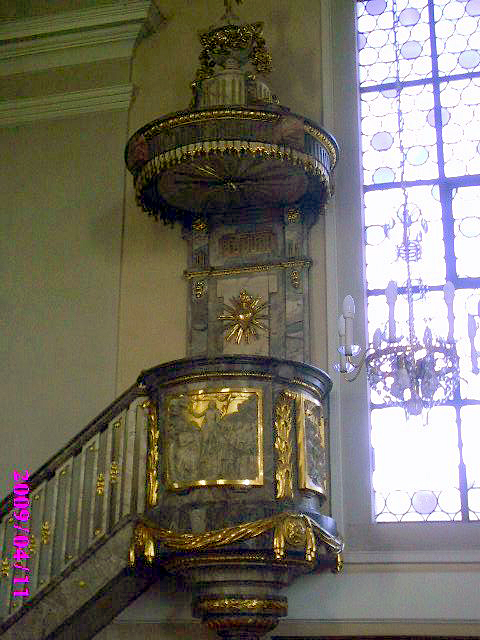
Klassizistische Kanzel mit Reliefs von Vollmar, Kirche Schwerzen

Johann Friedrich Vollmar (* 1751 in Wil SG; † 1818 in Säckingen) war ein Bildhauer und Künstler des Klassizismus.

## Leben
Johann Friedrich Vollmar stammte aus einer Familie, deren Vorfahren das Amt des Scharfrichters in Riedlingen ausübten, sein Vater war zur Zeit der Geburt des Sohnes abgeordnet in die Dienste des St. Galler Abtes nach Wil. Er starb 1818 in Säckingen. Aus zwei Ehen hatte Johann Vollmar 15 Kinder, die in drei verschiedenen Städten zur Welt kamen und von denen lediglich vier im Erwachsenenalter nachgewiesen werden können.

## Nachkommen
Ein Sohn war Joseph Vollmar. Er kehrte wohl 1828 von einem Lehraufenthalt in Riedlingen bei seinem Onkel Bernhard nach Säckingen zurück. Er war dreimal verheiratet und hatte insgesamt zehn Kinder aus den beiden ersten Ehen. Neben seinem Beruf als Maler, Bildhauer, Altarbauer und Kupferstecher übte er auch zeitweilig den eines Stadtbaumeisters aus. Zudem war er der erste Zeichenlehrer an der 1863 gegründeten Bürgerschule Säckingen. Er starb am 8. Oktober 1870 in Säckingen.
Sein bisher einzig bekannter Schüler war der Maler Urban Pfeiffer (* 25. Mai 1841 in Nöggenschwiel; † 5. Februar 1902 in München).
Von den zehn in Säckingen getauften Kindern Joseph Vollmars erreichten nur vier das Erwachsenenalter. Der Erstgeborene Josef Friedrich, mit den Rufnamen des Großvaters und Vaters ausgestattet, wurde ebenfalls Maler und Bildhauer, starb aber bereits mit 18 Jahren. Die anderen Söhne, der im September 1831 geborene Viktor Vollmar wurde Maler und Bildhauer in Basel. Sein jüngerer Halbbruder, der am 7. Januar 1842 geborene Ludwig Vollmar  wurde ebenfalls ein angesehener Maler und lebte in München, wo er, wie sein Vater an der Münchner Akademie studiert hatte. Mit Vorliebe malte er Szenen aus dem Schwarzwälder und oberbayerischen Volksleben.

## Werke
- Mitarbeit in der Stiftskirche Buchau (nicht gesichert)
- Ausstattung in der Pfarrkirche Wurmlingen
- Umarbeitung der Alabaster-Seitenaltäre aus dem Kloster St. Blasien[4] und Erstellen der Kanzel in der Pfarrkirche Liebfrauen Waldshut sowie Neubau des Hochaltares aus Restbestand an Alabaster und Marmor aus St. Blasien.
- Ausstattung in der Pfarrkirche Stühlingen
- 1774 Skulpturen am Hochaltar der Klosterkirche Wattwil SG
- Um 1767/77 Stuckfiguren für die Altäre der katholischen Pfarrkirche Wildhaus SG
- 1783 Altarfiguren in der Pfarrkirche Näfels GL
- vor 1788 bis 1792 Hauptaltar, Tabernakel und Kanzel mit Alabaster Reliefs sowie Vergoldungen (erwähnt wird auch ein Taufstein und die Säulen unter der Empore), in der Pfarrkirche St. Johannes der Täufer in Schwerzen[5]
- Um 1795 Hochaltar der Pfarrkirche in Benken SG
- 1796 Christus- und Marienbüste für die Klosterkirche Muri
- 1800 Altäre aus Stuckmarmor in St. Michael Kaisten und Schupfart AG